# Відбивач (конфігурація клітинного автомата)
Відбивач (англ. reflector) — клас конфігурацій у «Житті» — створеній Конвеєм моделі клітинного автомата.

## Опис

Осцилятори, що діють як відбивачі планерів, виділені рожевим кольором. Зображення є посиланням на анімовану версію.

Відбивач — стійка чи періодична конфігурація «Життя» чи іншого клітинного автомата, здатна змінити напрямок руху космічного корабля певного типу на 90° чи 180°, не зазнавши постійного ушкодження (тобто. відновлюючись після відбиття).
Часом відновлення або часом повторення (англ. repeat time) відбивача називають найменшу кількість поколінь, яка має проходити між прибуттям кораблів, щоб відбивач встигав відновитися.

## Осцилятори-відбивачі
Першим відомим відбивачем був пентадекатлон — осцилятор періоду 15, знайдений Конвеєм 1970 року, який згодом виявився 180-градусним відбивачом планера.
У вересні 1998 року Ноам Елкіс знайшов кілька швидких відбивачів глайдера малого періоду. В серпні 1999 року Елкісу вдалося побудувати перший осцилятор із періодом 49.

## Стійкі відбивачі
Стійкий відбивач — це відбивач, який складається лише з натюрмортів.
- Перший стійкий відбивач знайшов Пол Коллаган у жовтні 1996 року.[6] Перша версія мала час повторення 4840. Незабаром його покращено до 1686, 894 і 850.[1]
- У листопаді 1996 року Дін Гікерсон знайшов відбивач із часом повторення 747.[1]
- У травні 1997 року Дейв Бакінем зменшив час повторення до 672.
- У жовтні 1997 року Стівен Сілвер зменшив час повторення до 623.
- У листопаді 1998 року Коллаган знайшов відбивач із часом повторення 575. За кілька днів Стівен Сілвер модифікував відбивач Коллагана і досяг позначки 497.
- У квітні 2001 року Дейв Грін знайшов стійкий 180-градусний відбивач із часом повторення 202.[1]
- У березні 2009 року знайдено стійкий 180-градусний відбивач із часом відновлення 106.[7][3]
- У квітні 2013 року знайдено 90-градусний відбивач із часом повторення 43.[3][8]